# Melicope lunu-ankenda
Melicope lunu-ankenda är en vinruteväxtart som först beskrevs av Joseph Gaertner, och fick sitt nu gällande namn av Thomas Gordon Hartley. Melicope lunu-ankenda ingår i släktet Melicope och familjen vinruteväxter. Inga underarter finns listade i Catalogue of Life.